# 萨尔瓦多奥林匹克委员会
萨尔瓦多奥林匹克委员会（西班牙語：Comité Olímpico de El Salvador，IOC编码：ESA）是代表萨尔瓦多的国家奥林匹克委员会。萨尔瓦多奥林匹克委员会成立于1925年，并于1938年获得国际奥林匹克委员会的认可。该组织也是泛美体育组织的成员。

## 外部连结
- 官方网站 （西班牙文）